# Megaliti di Gornaja Šorija

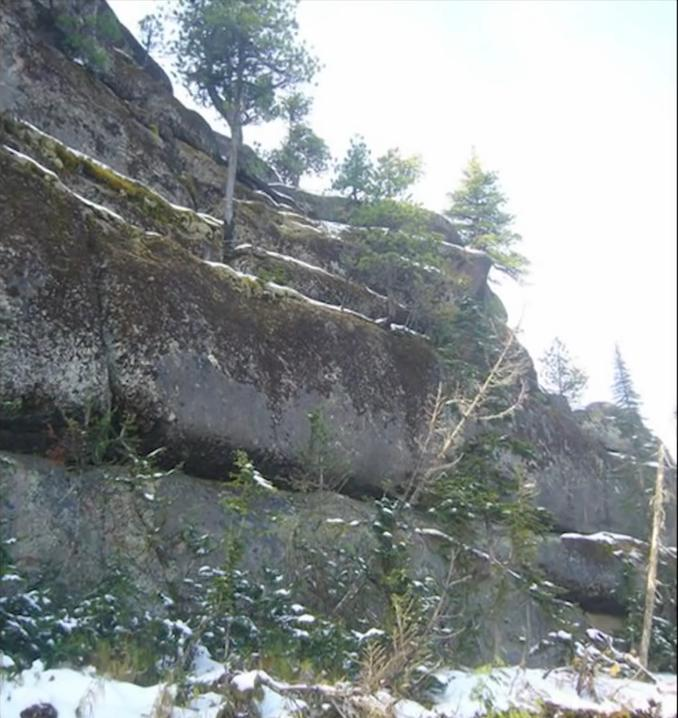
Veduta dei megaliti della montagna Šorija

I megaliti di Gornaja Šorija o megaliti della montagna Šorija sono formazioni rocciose presenti nella regione montuosa di Šorija, che comprende la parte meridionale dell'oblast' di Kemerovo, nella Siberia meridionale, in Russia. I megaliti, noti anche come complesso megalitico di Surak-Kujljum e con altri nomi, formano le creste e la cima della montagna Kujljum (Kuilum, Kulyum), alta 1203 metri (in russo Горна Куйлюм). I piedi di questa montagna si trovano a 8 chilometri dal villaggio di Orton (in russo: Ортон). Il monte Kujljum fa parte del massiccio granitico Kujljum-Surak, nella catena montuosa della Šorija. Le creste e le cime di questo massiccio si trovano tra i 700 e i 1203 metri.
Articoli scientifici di frontiera hanno affermato che queste formazioni rocciose sono giganteschi massi preistorici costruiti dall'uomo o megaliti.

## Teorie sulla formazione

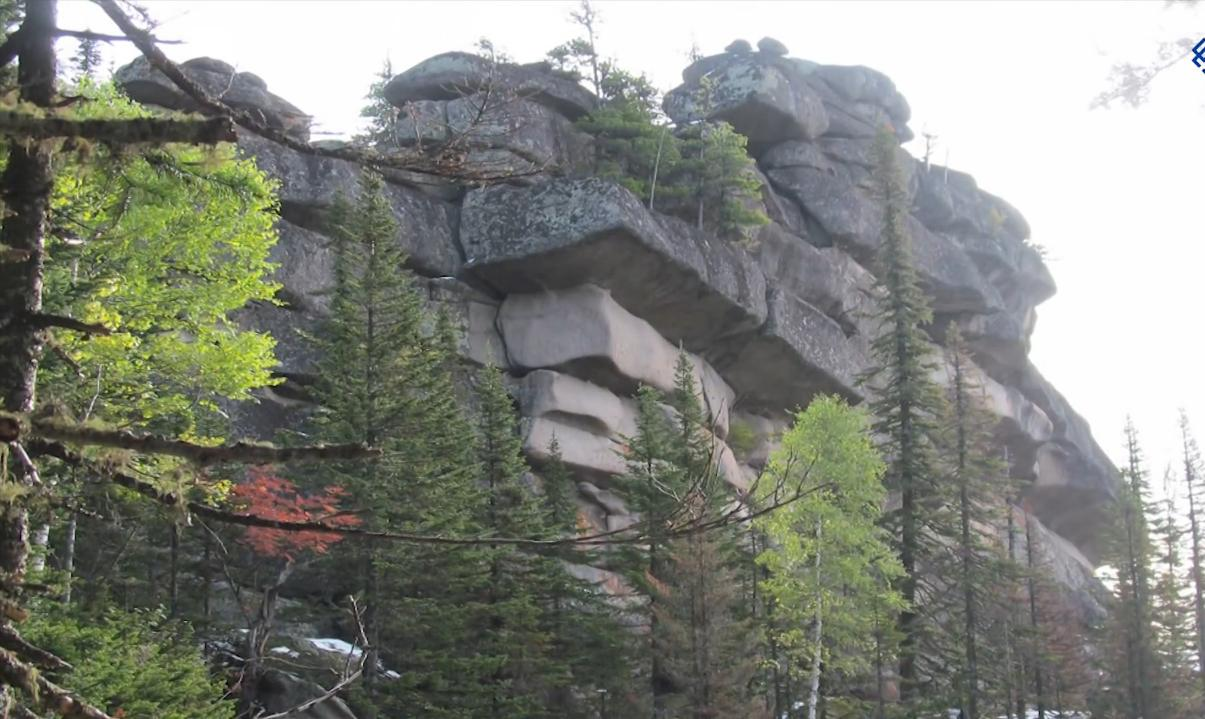
Particolare dei megaliti

Articoli divulgativi russi hanno riportato che gli scienziati sospettano che la formazione della roccia sia il risultato di processi geologici legati all'intensa erosione delle rocce che compongono il Monte Šorija. Sia la forze tettoniche che agiscono sulla roccia profonda, sia la depressurizzazione che si verifica nella roccia vicina alla superficie quando questa viene sollevata ed erosa, formano solitamente formazioni rocciose rettangolari, simili a blocchi, composte da rocce connesse. Le forze tettoniche che agiscono sulla roccia massiccia in profondità, come il granito, e il rilascio di pressione quando questa roccia viene esposta dall'erosione, possono creare fessure note come insiemi di fessure ortogonali, che si intersecano con un angolo di quasi 90 gradi. Gli insiemi di fessure ortogonali spesso portano alla formazione di formazioni rocciose paragonabili per dimensioni e forma ai blocchi presenti nelle immagini dei presunti megaliti.
L'erosione sferoidale, una forma di erosione chimica, si verifica spesso quando le acque sotterranee circolano attraverso gruppi di giunti ortogonali vicino alla superficie. Questo processo porta all'alterazione e alla disintegrazione del basamento adiacente ai giunti. La rimozione preferenziale del basamento eroso dall'erosione porta spesso alla formazione di blocchi di bedrock noti come corestones. Questi blocchi di roccia rocciosa hanno solitamente angoli arrotondati e sono separati l'uno dall'altro da fessure di dimensioni diverse. Questi nuclei formano colline e montagne, che consistono in blocchi esposti e rettangolari di roccia rocciosa collegati tra loro e sono paragonabili alle formazioni rocciose del Monte Šorija.